# Otmianowo
Otmianowo [pronunciación en polaco: /ɔtmjaˈnɔvɔ/] (en alemán: Ottmenau) es un pueblo en el distrito administrativo de Gmina Boniewo, dentro del Distrito de Włocławek, Voivodato de Cuyavia y Pomerania, en el norte de Polonia. Se encuentra aproximadamente 32 kilómetros al sur de Włocławek y 75 kilómetros al sur de Toruń.